# Damien Marchesseault
Damien Marchesseault (né le 1er avril 1818 à Saint-Antoine-sur-Richelieu au Bas-Canada (aujourd'hui le Québec), et mort le 20 janvier 1868 à Los Angeles, en Californie) était un homme politique américain d'origine canadienne française. Septième maire de Los Angeles, il a conduit trois mandats entre 1859 et 1867.
Une rue du centre-ville de Los Angeles est aujourd'hui nommée en son honneur.